# Liste der Naturdenkmale im Landkreis Greiz
In der Liste der Naturdenkmale im Landkreis Greiz werden die Naturdenkmale im Gebiet des Landkreises Greiz in Thüringen aufgelistet.

## Baumnaturdenkmale
Im Landkreis Greiz gab es diese Baumnaturdenkmale. (Stand der Liste: vor 2013)
| Nr. | Bezeichnung                                                  | Botanische Bezeichnung | Lage                             | Kommune                     | Gemarkung         | Beschreibung | Bild                                |
| --- | ------------------------------------------------------------ | ---------------------- | -------------------------------- | --------------------------- | ----------------- | ------------ | ----------------------------------- |
| 141 | 3 Rotbuchen oberhalb des Dorfteiches                         | Fagus sylvatica        | 50° 40′ 45,1″ N, 11° 55′ 32,9″ O | Auma-Weidatal               | Auma              |              |                                     |
| 127 | Eiche vor der Kirche                                         |                        | 50° 42′ 34,9″ N, 11° 57′ 23,8″ O | Auma-Weidatal               | Wöhlsdorf         |              |                                     |
| 50  | 2 Stieleichen am Dürrenberg                                  | Quercus robur          | 50° 55′ 3,7″ N, 12° 0′ 24,8″ O   | Bad Köstritz                | Hartmannsdorf     |              |                                     |
| 4   | Eiche am Dorfteich                                           |                        | 50° 45′ 42,5″ N, 12° 9′ 37,8″ O  | Berga-Wünschendorf          | Albersdorf        |              |                                     |
| 5   | Stadteiche                                                   | Quercus robur          | 50° 45′ 7,5″ N, 12° 9′ 41,8″ O   | Berga-Wünschendorf          | Berga/Elster      |              | weitere Bilder                      |
| 8   | 2 Linden am Buswartehaus Abzweig B 175                       |                        | 50° 45′ 19,4″ N, 12° 6′ 47,5″ O  | Berga-Wünschendorf          | Clodra            |              |                                     |
| 10  | Linde an der Kirche                                          |                        | 50° 45′ 31,7″ N, 12° 7′ 17,4″ O  | Berga-Wünschendorf          | Clodra            |              |                                     |
| 11  | Friedenseiche Eula                                           |                        | 50° 43′ 45,5″ N, 12° 9′ 37,8″ O  | Berga-Wünschendorf          | Eula              |              |                                     |
| 13  | Eiche und Linde an der Gaststätte Kleinkundorf               |                        | 50° 45′ 21,6″ N, 12° 11′ 21,8″ O | Berga-Wünschendorf          | Kleinkundorf      |              |                                     |
| 15  | Luther-Linde                                                 |                        | 50° 43′ 0,8″ N, 12° 8′ 1,7″ O    | Berga-Wünschendorf          | Tschirma          |              |                                     |
| 16  | Eiche vor dem Pfarrhof                                       |                        | 50° 43′ 1,9″ N, 12° 8′ 3,8″ O    | Berga-Wünschendorf          | Tschirma          |              |                                     |
| 17  | Baumpaar (Eiche und Linde) am oberen Ortseingang rechts      |                        | 50° 43′ 4,8″ N, 12° 7′ 52,3″ O   | Berga-Wünschendorf          | Tschirma          |              |                                     |
| 19  | Eiche am „Dachshügel“ (Feld bei Großdraxdorf)                |                        | 50° 46′ 26,8″ N, 12° 6′ 55,1″ O  | Berga-Wünschendorf          | Wolfersdorf       |              |                                     |
| 22  | Eiche an der Kirche                                          |                        | 50° 46′ 55,2″ N, 12° 10′ 21″ O   | Berga-Wünschendorf          | Wolfersdorf       |              |                                     |
| 148 | Stieleiche am Ehrendenkmal                                   | Quercus robur          | 50° 47′ 26,2″ N, 12° 11′ 43,8″ O | Gauern                      | Gauern            |              |                                     |
| 25  | Eiche am Friedhof Caselwitz                                  |                        | 50° 38′ 1,7″ N, 12° 10′ 8,4″ O   | Greiz                       | Caselwitz         |              |                                     |
| 28  | „Zentaeiche“, Oberes Schloss                                 |                        | 50° 39′ 31,3″ N, 12° 11′ 46,7″ O | Greiz                       | Greiz             |              |                                     |
| 29  | Linde, „Am Brand“ 18                                         |                        | 50° 40′ 23,9″ N, 12° 12′ 0″ O    | Greiz                       | Greiz             |              |                                     |
| 58  | Eiche an der Kirche                                          |                        | 50° 36′ 48,2″ N, 12° 8′ 2,4″ O   | Greiz                       | Hohndorf          |              |                                     |
| 35  | Linde im Garten Steudel Moschwitz                            |                        | 50° 38′ 23,3″ N, 12° 9′ 5″ O     | Greiz                       | Moschwitz         |              |                                     |
| 111 | Linde Ortsausgang Abzweig Lehnamühle                         |                        | 50° 42′ 4″ N, 12° 10′ 8,8″ O     | Greiz                       | Neumühle/Elster   |              |                                     |
| 38  | Eichengruppe an der „Schleuße“ Obergrochlitz                 |                        | 50° 39′ 2,2″ N, 12° 10′ 56,6″ O  | Greiz                       | Obergrochlitz     |              |                                     |
| 65  | Kastanie und Eiche am Dorfplatz Pansdorf                     |                        | 50° 37′ 44,8″ N, 12° 7′ 2,6″ O   | Greiz                       | Pansdorf          |              |                                     |
| 66  | Esche an der Ortsstraße Pansdorf                             |                        | 50° 37′ 42,2″ N, 12° 7′ 4,8″ O   | Greiz                       | Pansdorf          |              |                                     |
| 39  | Linde am Turnplatz Raasdorf                                  |                        | 50° 39′ 55,4″ N, 12° 14′ 30,8″ O | Greiz                       | Raasdorf          |              |                                     |
| 71  | Esche an der Brücke Losbach Pansdorf/Hohndorf                |                        | 50° 37′ 17″ N, 12° 7′ 27,8″ O    | Greiz                       | Pansdorf          |              |                                     |
| 45  | Linde im Grundstück Nr. 4 Waltersdorf                        |                        | 50° 38′ 25,8″ N, 12° 14′ 54,6″ O | Greiz                       | Waltersdorf       |              |                                     |
| 42  | „Zigeunereiche“ ca. 700 m östlich Greiz-Schönfeld            |                        | 50° 39′ 5,4″ N, 12° 15′ 28,1″ O  | Greiz                       | Schönfeld         |              |                                     |
| 69  | Linde an der Gaststätte „Höllenschenke“                      |                        | 50° 35′ 58,9″ N, 12° 7′ 23,9″ O  | Greiz                       | Steinermühle      |              |                                     |
| 70  | Linde an der Steinermühle                                    |                        | 50° 35′ 57,5″ N, 12° 7′ 6,6″ O   | Greiz                       | Steinermühle      |              |                                     |
| 72  | 2 Eichen Tremnitz Abzweig Elsterberg                         |                        | 50° 37′ 45,1″ N, 12° 8′ 31,9″ O  | Greiz                       | Tremnitz          |              |                                     |
| 46  | Dorflinde/Tanzlinde                                          |                        | 50° 54′ 38,5″ N, 12° 12′ 24,1″ O | Großenstein                 | Baldenhain        |              | weitere Bilder                      |
| 146 | Rotbuche im Ort Uhlersdorf                                   | Fagus sylvatica        | 50° 44′ 4,8″ N, 11° 56′ 25,3″ O  | Harth-Pöllnitz              | Uhlersdorf        |              |                                     |
| 137 | Buche in der Feldflur                                        |                        | 50° 41′ 46,3″ N, 12° 2′ 38″ O    | Hohenleuben                 | Brückla           |              |                                     |
| 53  | Eiche am Schafteich                                          |                        | 50° 42′ 29,5″ N, 12° 2′ 41,3″ O  | Hohenleuben                 | Hohenleuben       |              |                                     |
| 55  | Eichen Hof der Strafanstalt                                  |                        | 50° 42′ 47,2″ N, 12° 3′ 14,4″ O  | Hohenleuben                 | Hohenleuben       |              |                                     |
| 135 | Linde am Schaftsteich                                        |                        | 50° 42′ 27,4″ N, 12° 2′ 40,6″ O  | Hohenleuben                 | Hohenleuben       |              |                                     |
| 74  | Eiche am oberen Ortseingang (200 m Richtung Ortsmitte links) |                        | 50° 41′ 8,5″ N, 12° 8′ 4,6″ O    | Langenwetzendorf            | Daßlitz           |              |                                     |
| 76  | Eiche an der Milchviehanlage                                 |                        | 50° 41′ 12,5″ N, 12° 7′ 57,7″ O  | Langenwetzendorf            | Daßlitz           |              |                                     |
| 77  | Baumgruppe an der Ortsverbindungsstraße                      |                        | 50° 41′ 34,8″ N, 12° 8′ 47,8″ O  | Langenwetzendorf            | Neudaßlitz        |              |                                     |
| 78  | Eiche am Sportplatz Erbengrün                                |                        | 50° 38′ 36,2″ N, 12° 6′ 14,8″ O  | Langenwetzendorf            | Erbengrün         |              |                                     |
| 144 | Stieleiche in der Feldflur zwischen Lunzig und Hain          | Quercus robur          | 50° 42′ 24,2″ N, 12° 5′ 24,9″ O  | Langenwetzendorf            | Hain              |              |                                     |
| 80  | Buche und Linde Hofgrundstück E. Michel                      |                        | 50° 40′ 45,8″ N, 12° 5′ 27,6″ O  | Langenwetzendorf            | Langenwetzendorf  |              |                                     |
| 81  | Linden um die Kirche                                         |                        | 50° 40′ 46,6″ N, 12° 5′ 32,6″ O  | Langenwetzendorf            | Langenwetzendorf  |              |                                     |
| 100 | „Wahleiche“                                                  |                        | 50° 42′ 46,1″ N, 12° 5′ 31,2″ O  | Langenwetzendorf            | Lunzig            |              |                                     |
| 88  | Eiche am Landschulheim                                       |                        | 50° 37′ 43,3″ N, 12° 5′ 52,8″ O  | Langenwetzendorf            | Wellsdorf         |              |                                     |
| 91  | 2 Eichen an der Ortsstraße 9                                 |                        | 50° 39′ 45″ N, 12° 7′ 57″ O      | Langenwetzendorf            | Zoghaus           |              |                                     |
| 98  | Eiche, Ortsstraße Nr. 19                                     |                        | 50° 40′ 20,6″ N, 12° 17′ 59,3″ O | Mohlsdorf-Teichwolframsdorf | Gottesgrün        |              |                                     |
| 116 | Friedenseiche an der Kirche                                  |                        | 50° 44′ 43,1″ N, 12° 11′ 58,6″ O | Mohlsdorf-Teichwolframsdorf | Großkundorf       |              |                                     |
| 101 | Linde an der Gaststätte Kuhn                                 |                        | 50° 39′ 25,2″ N, 12° 17′ 11,8″ O | Mohlsdorf-Teichwolframsdorf | Kahmer            |              |                                     |
| 103 | Eiche an der Ortsstraße (gegenüber Nr. 27)                   |                        | 50° 39′ 25,2″ N, 12° 17′ 11,8″ O | Mohlsdorf-Teichwolframsdorf | Kahmer            |              |                                     |
| 117 | Linde an der Gaststätte                                      |                        | 50° 42′ 33,1″ N, 12° 1′ 55,2″ O  | Mohlsdorf-Teichwolframsdorf | Kleinreinsdorf    |              |                                     |
| 106 | Kastanie an der Ortsstraße 20                                |                        | 50° 40′ 32,5″ N, 12° 17′ 3,1″ O  | Mohlsdorf-Teichwolframsdorf | Reudnitz          |              |                                     |
| 139 | Ahorn am Gehöft Hemmann                                      |                        | 50° 44′ 9,6″ N, 12° 12′ 30,2″ O  | Mohlsdorf-Teichwolframsdorf | Settendorf        |              |                                     |
| 118 | 5 Eichen an der Ortsstraße                                   |                        | 50° 42′ 56,9″ N, 12° 14′ 13,2″ O | Mohlsdorf-Teichwolframsdorf | Teichwolframsdorf |              |                                     |
| 120 | Kastanie an der ehem. Gaststätte „Jägers Ruh“                |                        | 50° 43′ 25,7″ N, 12° 14′ 43,4″ O | Mohlsdorf-Teichwolframsdorf | Teichwolframsdorf |              |                                     |
| 121 | Eiche im Sommerbad                                           |                        | 50° 43′ 46,6″ N, 12° 15′ 7,2″ O  | Mohlsdorf-Teichwolframsdorf | Teichwolframsdorf |              |                                     |
| 140 | Fünfstämmige Eiche an der Bergstraße                         |                        | 50° 43′ 2,3″ N, 12° 13′ 54,1″ O  | Mohlsdorf-Teichwolframsdorf | Teichwolframsdorf |              |                                     |
| 123 | Linde vor der Kirche                                         |                        | 50° 43′ 11,3″ N, 12° 11′ 22,6″ O | Mohlsdorf-Teichwolframsdorf | Waltersdorf       |              |                                     |
| 143 | Linde an der Ortsstraße in Lindenkreuz                       |                        | 50° 50′ 23,3″ N, 11° 54′ 51,8″ O | Münchenbernsdorf            | Lindenkreuz       |              |                                     |
| 142 | Pyramideneiche am ehemaligen Schlossplatz                    |                        | 50° 49′ 13,8″ N, 11° 55′ 58,4″ O | Münchenbernsdorf            | Münchenbernsdorf  |              |                                     |
| 113 | Ahornblättrige Platane in Ronneburg                          | Platanus ×hispanica    | 50° 51′ 35,5″ N, 12° 10′ 58,2″ O | Ronneburg                   | Ronneburg         |              | Ahornblättrige Platane in Ronneburg |
| 138 | Dorflinde in Teichwitz                                       |                        | 50° 45′ 28,5″ N, 12° 5′ 5,7″ O   | Teichwitz                   | Teichwitz         |              | Dorflinde in Teichwitz              |
| 136 | Birne am Feldweg Gräfenbrück                                 |                        | 50° 45′ 41,4″ N, 12° 3′ 10,1″ O  | Weida                       | Gräfenbrück       |              | weitere Bilder                      |
| 124 | Stieleiche in Weida (Schwedeneiche)                          | Quercus robur          | 50° 47′ 2,4″ N, 12° 4′ 3,5″ O    | Weida                       | Weida             |              | Schwedeneiche Weida                 |
| 145 | Stieleiche in der Gartenstraße                               | Quercus robur          | 50° 46′ 27,8″ N, 12° 2′ 58,1″ O  | Weida                       | Weida             |              |                                     |
| 145 | Rotbuche am Sportplatz in Frotschau                          | Fagus sylvatica        | 50° 33′ 57,9″ N, 12° 3′ 55,3″ O  | Zeulenroda-Triebes          | Frotschau         |              |                                     |

## Andere Naturdenkmale
Im Landkreis gab es im Dezember 2004 zusätzlich zu den als Naturdenkmal geschützten Bäumen insgesamt 97 Flächennaturdenkmale, Naturdenkmale geologischer oder hydrologischer Art sowie geschützte Landschaftsbestandteile.